# Németh József (miniszteri tanácsos)
Kanyári Németh József (Nagymihály, 1866. június 4. – Budapest, 1932. február 7.) földművelésügyi miniszteri titkár, tanácsos.

## Életútja
Németh László ügyvéd, földbirtokos és Krasznopolszky Amália nemes szülők fia. Középiskoláit Ungvárt és Sárospatakon 1883-ig, jogi tanulmányait Budapesten, Kassán és Sárospatakon 1887-ben végezte. Már joghallgató korában közigazgatási és agrárpolitikai tanulmányokkal foglalkozott és gyermekkorától a szülei és rokonai gazdaságaiban gyakorlatilag tanulta megismerni a magyar mezőgazdasági életet. 1887. októberben mint fizetéstelen segédfogalmazó a földművelésügyi miniszteriumba lépett, ahol 1892-ben fogalmazó és 1898-ban titkár lett. 1892-ben megházasodott, nőül vette Ráday Ágnes grófnőt (Ráday Pál gróf költő dédunokáját). 1894-ben és 1895-ben beutazta Magyarországot a földművelésügyi miniszter megbízásából, a mezőgazdasági és közigazgatási viszonyokat tanulmányozva. 1897, 1898 és 1899 nyarán szintén a földművelésügyi miniszter támogatásával Bajorországban, Badenben, Franciaországban és Poroszországban tett tanulmányutakat.

## Írásai
Cikkei a Magyar Közigazgatásban (1888-tól munkatárs, 1889. A mezőrendőrségi törvényjavaslat, A miniszteri tárczák ügybeosztása, A talajjavítási hitel rendezése, Az erdélyi viszonyok, 1890. Közgazdaságunk és közgazdasági adminisztrácziónk, Közgazdasági kormányzatunk és közigazgatásunk, 1891. Szocziálismus és adminisztráczió, Vasárnapi munkaszünet, A hegyközségek, 1892. A földmívelési minister jelentése, A felvidéki ínség, A mezőgazdasági érdekképviselet, Baross Gábor, 1893. Vármegyei és községi hitelszövetkezetek, A földmívelési vita, A földmívelési kormányzat, A mezőgazdasági és mezőrendőrségi törvényjavaslat, 1894. Az állatbiztosítási ügy rendezése, Szoczialismus és közigazgatás, A mezőgazdasági törvény végrehajtása, Az 1894. XII. t.-cz. végrehajtása, 1895. A III. országos gazdacongressus, A földmívelésügyi tárcza, A mezőgazdasági törvény végrehajtása, 1896. A szőlőtelepítési hitel, A nemzetközi gazdacongressus, A mezőgazdasági munkások viszonyainak törvényhozási rendezése, 1897. A földmívelési tárcza, Az alföldi munkásmozgalmak, A mezőgazdasági munkáskérdés rendezése, 1898. A mezőgazdasági munkástörvény végrehajtása, A munkásmozgalmak és a törvényhatóságok, Az új mezőgazdasági munkás törvény hatásai, Az anarchia, 1899. A jövő föladatai, A közigazgatás a bortermelés védelmében. Az állatorvosi közszolgálat rendezése, közgazdasági munka, A szegedi kiállítás, A községi adminisztráczió ellenőrzése külföldön, A munkástörvény javaslatok, 1900. A közigazgatás fejlődése a XIX. században, A telepítés kérdése, A földmívelési tárcza, A munkástörvény végrehajtása, A földmívelésügy közgazdaságunkban, A gazdasági munkások és cselédek segélyezése. 1901. A gazdasági munkás- és cseléd-segélypénztár szervezése, A munkástörvények végrehajtása, 1902. A kivándorlás); a Nemzetben (1888. A gabonaárak, 1889. A Tokaj-Hegyalja, A közös gazdálkodás Magyarországon); a Wiener Landwirthschaftliche Zeitungban (1892 és 1893. Die Lage der Landwirtschaft im Jahre 1891.); a Pester Lloydban (1894-től Die Landwirthschaft Ungarns); a Magyar Ujságban (1897. 108. sz. A régi Magyarországból: Berzeviczy Gergely levelezéséről); a Magyar Gazdák Szemléjében (1902. Az örökösödési jog kérdése, Jogi oktatásunk és a magyar föld); a Budapesti Hirlapban (1902. Kis dolgok nagy érdekek, A magyar tőke, A végekről, 1903. Az orosz reformok, Nemzeti termelésünk és a világforgalom, Nemzetközi szimpátiák, A kis birtok hitele); a Budapesti Szemlében (1903. Az angol helyi igazgatás); a Közgazdasági Lexikonban (Birtokrendezés, Inségügy, Telepítés) stb.

## Munkái
- Földmívelésügyi útmutató, tájékozásúl a magyar gazdaközönség részére. A magyar mezőgazdasági intézmények ismertetése. Bpest, 1894., 1896. és 1898
- Mezőgazdasági törvény végrehajtása a községekben Bpest, 1900 (Közigazgatási könyvtár IV.)
- A magyar gazdasági politika öt éve. Bpest, 1901 (Cincinnátus álnévvel, különnyomat a Magyar Gazdák Szemléjéből)
- Agrár kérdések és mozgalmak. Bpest, 1902 (különnyomat a Budapesti Szemléből)
- A magyar községi gazdasági igazgatás. Bpest, 1902